# WEC 13
WEC 13: Heavyweight Explosion foi um evento de artes marciais mistas promovido pelo World Extreme Cagefighting em 22 de janeiro de 2005 no Tachi Palace Hotel & Casino em Lemoore, California.

## Background
O card contou com o torneio de 4 lutadores da divisão dos pesados, contando com Brandon Vera e também com lutas contando com lutadores como Jason "The Punisher" Lambert, Brad Imes, e a lenda do MMA "Mr. International" Shonie Carter.

## Resultados
- Van Palacio vs. Fred Diaz

Palacio derrotou Diaz por Decisão Dividida.
- Jody Poff vs. Houssain Oushani

Poff derrotou Oushani por Finalização (guilhotina) aos 1:51 do primeiro round.
- Allan Weickert vs. Jeremy Freitag

Weickert derrotou Freitag por Nocaute Técnico aos 4:25 do primeiro round.
- Olaf Alfonso vs. Chin Seng

Alfonso derrotou Seng por Nocaute aos 1:13 do primeiro round.
- Jorge Oliveira vs. Shonie Carter

Oliveira derrotou Carter por Decisão Unânime.
- Brad Imes vs. Lace Pele

Imes derrotou Pele por Finalização (socos) aos 2:04 do primeiro round.
- Jason Lambert vs. Richard Montoya

Lambert derrotou Montoya por Finalização (socos) aos 2:45 do primeiro round para se tornar o novo Campeão Peso Meio Pesado do WEC.
- Dan Christison vs. Andre Roberts

Christison derrotou Roberts por Finalização (chave de braço) aos 3:26 do primeiro round.

## Grand Pix de Pesados de 2005

### Semifinais
- Brandon Vera vs. Andre Mussi

Vera derrotou Mussi por Nocaute (joelhadas & socos) aos 0:51 do primeiro round.
- Mike Whitehead vs. Terroll Dees

Whitehead derrotou Dees por Finalização (neck crank) aos 3:43 do primeiro round.

### Final
- Brandon Vera vs. Mike Whitehead

Vera derrotou Whitehead por Nocaute Técnico (interrupção médica) aos 1:12 do segundo round.

### Chave do Torneio
|  | Semifinais     | Semifinais    | Semifinais     |                |                | Final        | Final | Final |  |
|  |                |               |                |                |                |              |       |       |  |
|  | Estados Unidos | Brandon Vera  | KO             |                |                |              |       |       |  |
|  | Estados Unidos | Brandon Vera  | KO             |                |                |              |       |       |  |
|  | Brasil         | Andre Mussi   | 1              |                |                |              |       |       |  |
|  | Brasil         | Andre Mussi   | 1              |                | Estados Unidos | Brandon Vera | TKO   |       |  |
|  |                |               |                |                | Estados Unidos | Brandon Vera | TKO   |       |  |
|  |                |               | Estados Unidos | Mike Whitehead | 2              |              |       |       |  |
|  | Estados Unidos | Mike Whithead | Estados Unidos | Mike Whitehead | 2              | FIN          |       |       |  |
|  | Estados Unidos | Mike Whithead |                |                |                |              |       |       |  |
|  | Estados Unidos | Terroll Dees  | 1              |                |                |              |       |       |  |

## Ligações Externas
- WEC 13 Results at Sherdog.com